# Ora (Währung)
Ora (Symbol: Φ) ist der Name des Kuponsystems, der faktischen Währung von Orania, einer quasi-autonomen Buren (Afrikaaner)-Gemeinde in Südafrika. Die Währung ist 1-zu-1 an den Südafrikanischen Rand gebunden. Ora ist an das lateinische Wort aurum für Gold angelehnt. Die Ausgabe und Nutzung der Währung wurde nicht von der South African Reserve Bank sanktioniert. Der Ora wird von der Orania Spaar en Krediet (OSK), ehemals Orania Spaar- en Kredietkoöperatief, ausgegeben, die damit faktisch als Zentralbank fungiert.

## Geschichte
Die ersten Banknoten wurde im April 2004 ausgegeben, um der Selbstverwaltung des Gebietes weiteren Ausdruck zu verleihen. Die Entscheidung einer eigenen Währung geht auf das Jahr 2002 und Johan van Zyl zurück.

## Banknoten

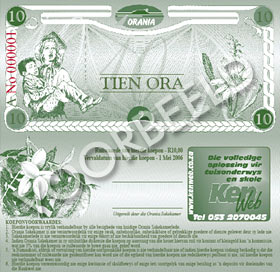
10-Ora-Note (abgelaufen 2006)

Die Währung wird in Banknoten zu 10, 20, 50, 100 und 200 Ora ausgegeben. Hierbei stellt die 10-Ora-Note die Geschichte der Afrikaaner dar, die 20-Ora-Note symbolisiert deren Kunst, die 50-Ora-Note die Kultur der Buren und die Note mit einem Wert von 100 Ora den Ort Orania. Die seit 2014 ausgegebenen 200-Ora-Scheine sind dem Leben in Orania gewidmet.
Die Ora-Banknoten sind nicht unbegrenzt gültig: Auf der Rückseite der Noten findet sich das Ablaufdatum der jeweiligen Ausgabe. Ebenfalls auf der Rückseite angebracht ist ein Feld, in dem Werbeanzeigen lokaler Unternehmen abgedruckt sind.

## Nutzung

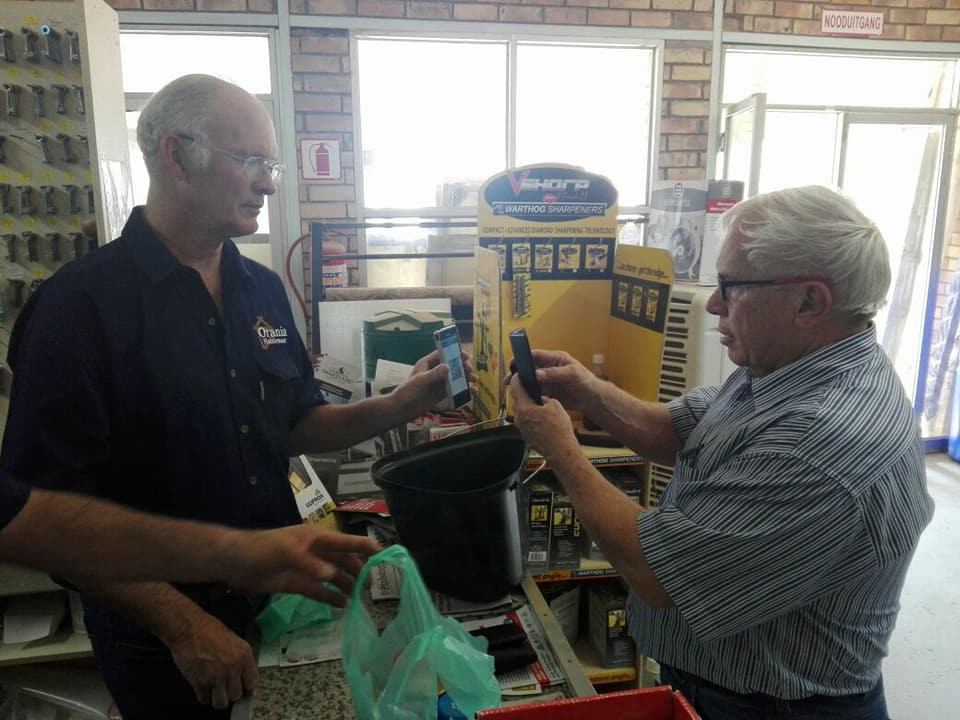
Bezahlung mit eOra (2017)

Der Ora wird in Orania und umliegenden Ortschaften akzeptiert. Um die Akzeptanz der Währung zu steigern, verkaufen einige Geschäfte in Orania ihre Ware gegen Ora mit einem Rabatt. Positiver Effekt der Nutzung des Ora ist die Verringerung von Bargelddiebstahls, da die Währung praktisch nirgendwo anders Akzeptanz findet. 2011 waren Ora im Wert von 400.000 bis 580.000 in Umlauf.
Mit dem d-Ora wurde 2017 eine eigene Kryptowährung eingeführt.